# NGC 5394
NGC 5394 هو اصطدام مجري، يقع في كوكبة السلوقيان. اكتشف في 16 مايو 1787 . وقد اكتشفه ويليام هيرشل .

## روابط خارجية
- NGC 5394 على موقع ويكي سكاي: DSS2, SDSS, GALEX, IRAS, Hydrogen α, X-Ray, Astrophoto, Sky Map, Articles and images